# НОТАМ

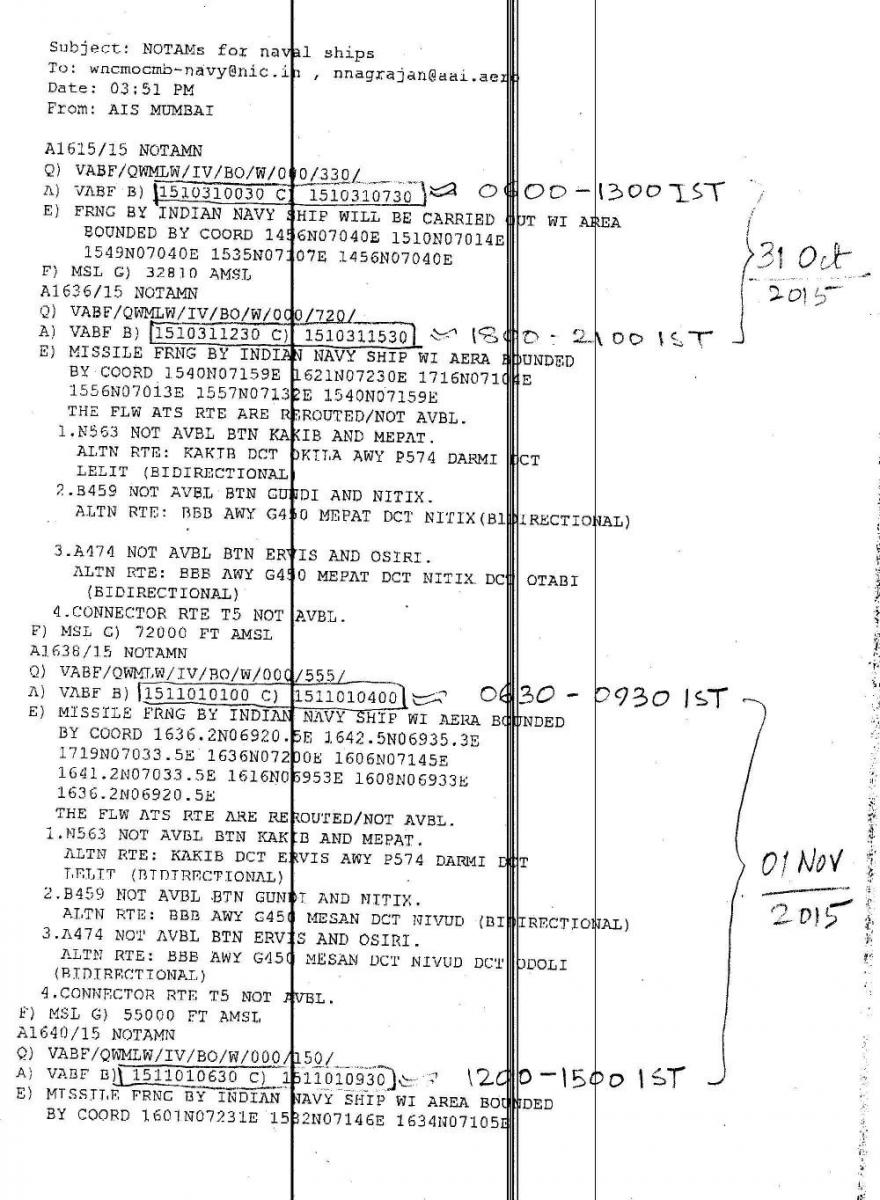

NОТАМ (аббревиатура от англ. NOtice To Air Missions — извещение лётному составу, ранее Notice to Airmen) — извещение, рассылаемое средствами электросвязи и содержащее информацию о введении в действие, состоянии или изменении любого аэронавигационного оборудования, обслуживания и правил, или информацию об опасности, имеющую важное значение для персонала, связанного с выполнением полётов.
Прим.: слово «airmen» является аналогом русскому слову авиаторы, воздухоплаватели, летчики, пилоты.
НОТАМы издаются в отношении всех поправок (временных или постоянных), которые изначально не были включены в сборник аэронавигационной информации (AIP).

## Информация, включаемая в НОТАМ
Извещения НОТАМ могут включать информацию:
- о событиях и явлениях, которые могут представлять опасность для проведения полётов, таких как авиашоу, запуск ракет и т. п.;
- неработающих рулёжных дорожках (РД) и взлётно-посадочных полосах (ВПП);
- неработающих средствах радионавигации или световом оборудовании;
- ограничении полётов в определённом воздушном пространстве в связи с полётами военной авиации, экспериментальной авиации или выполнением литерных и подконтрольных рейсов (перевозящих глав государств и правительств, иностранные делегации);
- работах, проводимых вблизи аэродромов, которые могут, например, потребовать установки подъёмного крана;
- пролётах стай птиц;
- извещения о затоплении/обледенении или покрытии вулканическим пеплом ВПП, РД или перрона.

Извещениями НОТАМ потребители обеспечиваются на основании заключённых договоров в режиме реального времени по сети AFTN, либо в виде еженедельной сводки действующих извещений, рассылаемой по электронной почте. Также извещения публикуются в свободном доступе на сайте Центра аэронавигационной информации.
На аэродромах сбор, обобщение поступивших извещений НОТАМ и их доведение до лётного состава, а также разработку, выпуск и отправку НОТАМ по своему аэродрому осуществляет штурманская служба.

## Формат НОТАМ
НОТАМ публикуются в следующем формате:
- Первая строка содержит идентификатор НОТАМа:
  - Серию, номер, год.
  - Тип извещения: Н (N)— введение нового, Р (R) — замена, Ц (C)— отмена.
  - Дополнительно идентификатор другого НОТАМа, если он заменяется или отменятся текущим.

```
(П
8858
/
19 НОТАМ
Р
 П7922
/
19 — НОТАМ серии П № 8858 2019 года заменяет ранее изданный серии П № 7922 2019 года
```

- Последующие строки открываются буквой, за которой следует закрывающая скобка:

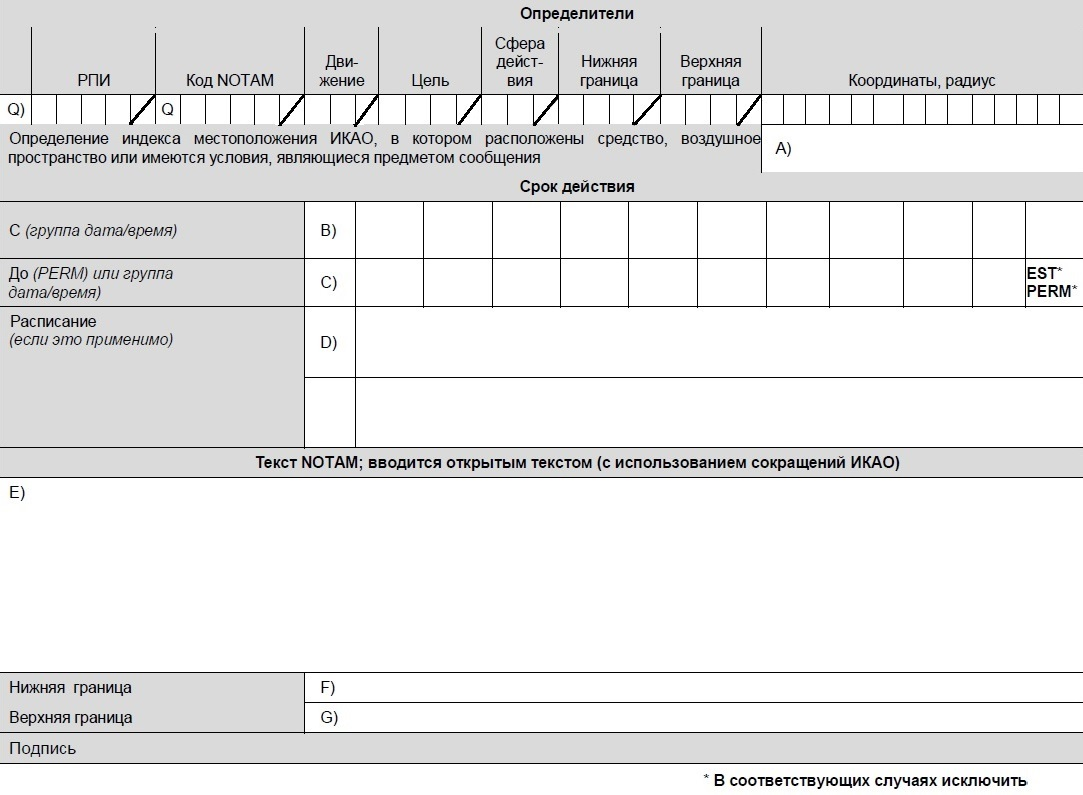
бланк NOTAM

- - Q (Щ) — «определители» — содержит информации о тех, кому предназначен НОТАМ и его краткое описание. Служит в основном для автоматизированной обработки (позволяет выполнить группировку и выборку).
  - A (А) — содержит четырехбуквенный указатель (индекс) местоположения, к которому относится НОТАМ.
  - B (Б) — дата и время начала действия НОТАМ по UTC.
  - С (Ц) — дата и время окончания действия НОТАМ по UTC.
  - D (Д) — уточняет время действия НОТАМ в пределах определённого выше срока, например, несколько часов в день.
  - E (Е) — содержит полное описание НОТАМ.
  - F (Ф) — необязательный пункт, содержащий информацию о нижней границе интервала высот, к которым относится извещение.
  - G (Г) — необязательный пункт, содержащий информацию о верхней границе.

### Пример НОТАМ (английский язык)
```
(A
3751
/
19 NOTAM
N

 
Q)
UNKL
/Q
MRLC
/
IV
/
NBO
/
A
/
000
/
999
/
5610N09230E003
 
A)
UNKL 
B)
1907180500 
C)
1910260700
 
D)
TUE THU SAT SUN 0500-0700, WED 0500-0735
 
E)
RWY 11/29 CLSD FOR ARR/DEP OF ALL ACFT TYPES.
)
```

### Пример НОТАМ (русский язык)
```
(П
8858
/
19 НОТАМ
Р
 
П
7922
/
19
  
Щ)
УУЬЬ
/Щ
ВВЛВ
/
ИЖ
/
НБО
/
В
/
000
/
510
/
5638С16119В150
  
А)
УХПП УХММ 
Б)
1907190736 
Ц)
1908231200 РАС4
  
Е)
ИЗВЕРЖЕНИЕ ВУЛКАНА ШИВЕЛУ4 300270 5638N16119E ПРОДОЛЖАЕТСЯ. В ЛЮБОЕ ВРЕМЯ ВОЗМОЖНЫ ПЕПЛОВЫЕ ВЫБРОСЫ ДО 10-15 КМ. АВИАЦИОННЫЙ ЦВЕТОВОЙ КОД ОРАНЖЕВЫЙ. АЭРОЗОЛЬНЫЕ И ПЕПЛОВЫЕ ШЛЕЙФЫ МОГУТ ПРЕДСТАВЛЯТЬ ОПАСНОСТЬ ДЛЯ ПОЛЕТОВ ПО МЕЖДУНАРОДНЫМ И МЕСТНЫМ АВИАЛИНИЯМ.  ЭКИПАЖАМ ОСУЩЕСТВЛЯТЬ ОТСЛЕЖИВАНИЕ ИЗМЕНЕНИЙ ИНФОРМАЦИИ SIGMET ПО УКАЗАННОМУ РАЙОНУ.
  
Ф)
ПОВЕРХНОСТЬ  
Г)
ЭШ510
)
```

## Особенности НОТАМ вРоссиии странахСНГ
Извещения НОТАМ по РФ и странам СНГ издаются в сериях:
- С информацией по общим правилах навигации на маршруте и средствах связи, ограничениям постоянного характера:
  - Серия А (A) — в воздушном пространстве РФ и в отношении международных аэропортов на территории РФ (к АИП РФ Книга 1).
  - Серия Ц (C) — в воздушном пространстве РФ и в отношении аэродромов класса А, Б, В (за исключением международных), а также содержит информацию, относящуюся к выполнению внутренних полётов в РФ (к АИП РФ Книга 2).
  - Серия Д (D) — в воздушном пространстве РФ на МВЛ и в отношении аэродромов класса Г, Д, Е (за исключением международных), вертодромов, посадочных площадок, а также временных ограничениях на МВЛ, не открытых для международных полётов. (к АИП РФ Книга 4).
  - Серия М (M) — в отношении аэродромов экспериментальной и государственной авиации России (аэродромы авиазаводов, военные и спортивные аэродромы). (к АИП РФ Книга 3).
  - Серия О (O) — для Республики Таджикистан и Туркменистана (к АИП РФ Книга 1).
- С информацией о временных ограничениях (запретные, опасные зоны и зоны ограничения полётов, ограничения на маршрутах ОВД, навигационные предупреждения) в воздушном пространстве:
  - Серия E (E) — Екатеринбургской зоны ЕС ОрВД (Екатеринбургского и Тюменский район ЕС ОрВД)
  - Серия Ж (V) — Самарской и Ростовской зоны ЕС ОрВД (в т.ч. Симферопольский район ЕС ОрВД).
  - Серия Й (J) — Новосибирской зоны ЕС ОрВД (Иркутский, Красноярский, Новосибирский район ЕС ОрВД).
  - Серия К (K) — Московской зоны ЕС ОрВД.
  - Серия П (P) — Хабаровской зоны ЕС ОрВД (Якутский, Чульманский, Мирнинский, Магаданский, Петропавловск-Камчатский, Хабаровский район ЕС ОрВД).
  - Серия Я (Q) — Санкт-Петербургской зоны ЕС ОрВД (Архангельский, Вологодский, Котласский, Санкт-Петербургский, Мурманский, Калининградский, Сыктывкарский район ЕС ОрВД).
- Серия Г (G) — о временных, непродолжительных ограничениях, связанных с использованием GNSS.
- Серия С (S) (SNOWTAM, снежный НОТАМ) — НОТАМ специальной серии, содержащий информацию о снеге, слякоти, льде или стоячей воде на ВПП аэродромов. Формат данной серии имеет структуру, отличную от остальных. Издаётся сезонно с 15 октября по 15 апреля в соответствии со снежным планом (информация о снежном плане включается в циркуляры аэронавигационной информации AIC).